# What's Opera, Doc?
What's Opera, Doc? is een Amerikaanse korte animatiefilm uit 1957 onder de regie van Chuck Jones als een van de Merrie Melodies. De film werd door een panel van belangrijke tekenfilmmakers uitgekozen tot de beste animatiefilm aller tijden. Hij werd in 1992 opgenomen in het National Film Registry.

## Plot
Het hele filmpje is een parodie op de opera's van Richard Wagner. Elmer Fudd is verkleed als een middeleeuws krijger met een gehoornde helm en maakt jacht op Bugs Bunny.
De openingsscènes zijn een parodie op het segment Nacht op de Kale Berg uit Fantasia, waarin Elmer dezelfde schaduwposes aanneemt als Chernobog de Duivel. In vergelijking met andere Looney Tunes-tekenfilmpjes bevat "What's Opera Doc?" véél meer verschillende camerastandpunten.

## Stemmen
| Acteur          | Personage                                       |
| --------------- | ----------------------------------------------- |
| Mel Blanc       | Bugs Bunny / Brunhilde / Schreeuwende Siegfried |
| Arthur Q. Bryan | Elmer Fudd / Siegfried                          |